# Place Félix-Baret
La place Félix Baret est une place située dans le 6e arrondissement de Marseille.

## Situation et accès
La place est située en face de la préfecture.

## Origine du nom
Elle porte le nom de Félix Baret (1845-1922) qui fut maire de Marseille.

## Historique
Il s'agit de l’ancienne « place Saint-Ferréol » du nom de l’église du même nom qui était située à hauteur de la rue Armény. Cette église a été bénie par Mgr de Belsunce le 2 juillet 1716 et a été démolie en 1794 ; ses fondations ont été retrouvées lors du creusement du parking. Sur cette place a été placée en 1810 une statue de la paix, œuvre du sculpteur Chinard. Cette statue se trouve actuellement place du Marché des Capucins.

## Bâtiments remarquables et lieux de mémoire
- Hôtel de préfecture des Bouches-du-Rhône